# The Masked Wrestler
The Masked Wrestler è un cortometraggio muto del 1914 diretto da E.H. Calvert.

## Trama
Innamorata di un lottatore mascherato, una ragazza scopre che il misterioso lottatore e il suo fidanzato sono la stessa persona.

## Produzione
Il film fu prodotto dalla Essanay Film Manufacturing Company.

## Distribuzione
Distribuito dalla General Film Company, il film - un cortometraggio di due bobine - uscì nelle sale cinematografiche statunitensi il 21 agosto 1914.
Viene citato in How to Write for the "Movies"